# Hernâni Cidade
Hernâni António Cidade ComSE • GOSE • GCSE (Redondo, Redondo, 7 de fevereiro de 1887 – Évora, 2 de janeiro de 1975) foi um professor, ensaísta, historiador e crítico literário português. 

## Biografia
Filho de António Bernardino Cidade, abegão, e de sua mulher Genoveva da Purificação Madeira, parente distante de São João de Deus, ambos naturais de Redondo, Hernâni Cidade nasceu a 7 de fevereiro de 1887 em Redondo, tendo sido batizado na freguesia de Redondo a 20 de fevereiro de 1887, com o nome de Ernando. Contudo, após autorização do arcebispo de Évora, foi efetuada a retificação do registo de batismo a 5 de julho de 1900, passando a constar o nome Ernâni.
Estudou no Seminário de Évora, onde concluiu o curso de Teologia, no termo da qual declinou o convite para prosseguir os seus estudos na Universidade Gregoriana e abraçar a carreira eclesiástica. Inscreveu-se, em Lisboa, no Curso Superior de Letras, custeando os seus estudos como prefeito no Colégio Calipolense e explicador particular. Terminado o curso, foi professor extranumerário no Liceu Passos Manuel e, a partir de 1914, professor efectivo do Liceu de Leiria, ensinando as disciplinas de Língua e Literatura Portuguesa.
Em 1916, com a entrada de Portugal na Grande Guerra, foi mobilizado para o Corpo Expedicionário Português e enviado como comandante de pelotão para a frente da batalha, na Flandres. Ali revelou, em várias ocasiões, a sua bravura no resgate de soldados de ambas as forças em combate. Na Batalha de La Lys, a 9 de Abril de 1918, foi feito prisioneiro pelas forças alemãs, tendo permanecido em cativeiro cerca de nove meses. No campo dos oficiais prisioneiros, prosseguiu o estudo da língua alemã e organizou conferências literárias aos domingos, a primeira das quais foi "Camões, poeta europeu". Viria a ser-lhe atribuída a Cruz de Guerra..
Regressado a Portugal, em 1919 foi convidado para lecionar na recém-criada Faculdade de Letras do Porto como professor contratado do 2.º Grupo (Filologia Românica). Ascenderia, mais tarde, a professor ordinário e, por fim, a professor catedrático, regendo as cadeiras de Língua e Literatura Francesa, Língua e Literatura Portuguesa, Gramática Comparada das Línguas Românicas, História da Literatura Italiana, Filologia Românica, Filologia Portuguesa e História da Literatura Portuguesa. A 19 de Abril de 1926, foi-lhe outorgado pelo Conselho Escolar da mesma faculdade o grau de Doutor em Letras – Filologia Românica. Após a extinção da Faculdade de Letras do Porto, decretada pela Ditadura Militar em 1928, lecionou no Liceu Rodrigues de Freitas no Porto, tendo em 1931 transitado para a Faculdade de Letras de Lisboa, após aprovação em concurso público com a dissertação "A obra poética do Dr. José Anastácio da Cunha".
Em Lisboa, participou em alguns movimentos de oposição ao Estado Novo até meados da década de 1930, mas viu-se obrigado a abandonar a actividade política sob pena de expulsão da Universidade de Lisboa. Chegou a estar incluído na lista dos professores universitários demitidos em 1935, mas a intercessão do ex-ministro da Instrução Gustavo Cordeiro Ramos junto do ditador Salazar evitou a sua expulsão.
Além da sua actividade docente regular, dedicou-se a uma extensa produção cultural e científica nos domínios da Literatura e da Cultura Portuguesa, publicando vasta obra e ministrando cursos e participando em conferências em diversas universidades brasileiras, espanholas, francesas e inglesas. Foi colaborador da História de Portugal dirigida por Damião Peres, da Grande Enciclopédia Portuguesa e Brasileira e do Dicionário das Literaturas Portuguesa, Galega e Brasileira, das revistas A Águia, Seara Nova, O Instituto, Biblos, Ocidente, Revista dos Centenários, Litoral, da revista luso-brasileira Atlântico, bem como das revistas das faculdades de Letras de Lisboa e do Porto. Colaborou nos jornais O Primeiro de Janeiro, O Comércio do Porto, Diário de Notícias e pertenceu ao conselho diretivo do Diário Liberal (1932-1934). Foi cofundador da revista Colóquio - Revista de Artes e Letras (1959-1970), de que foi diretor da secção literária, e da revista Colóquio/Letras, de que foi diretor de 1971 até à sua morte em 1975, ambas editadas pela Fundação Calouste Gulbenkian.
Foi jubilado como professor catedrático da Faculdade de Letras de Lisboa, em 1957.
Casou civilmente no Porto, a 1 de julho de 1920, com Aida Feio de Oliveira Tâmega, então de 30 anos, natural do Porto (freguesia de Bonfim), filha de Manuel José de Oliveira Tâmega e de Carolina Gomes de Oliveira Tâmega. Aida Tâmega faleceu a 28 de agosto de 1963, no Rio de Janeiro, Brasil. Deste casamento nasceu Helena Cidade Moura.

## Distinções
Em 1956, foi agraciado pela República Francesa com a Legião de Honra.
A 16 de Julho de 1958 foi feito Comendador da Antiga, Nobilíssima e Esclarecida Ordem Militar de Sant'Iago da Espada, do Mérito Científico, Literário e Artístico, tendo sido elevado a Grande-Oficial da mesma Ordem a 2 de Julho de 1969 e a Grã-Cruz da mesma Ordem a 4 de Julho de 1973.
Tem uma biblioteca e uma escola básica e secundária com o seu nome no Redondo.

## Obras
- Ensaio sobre a Crise Mental do Século XVIII (1929)
- A Obra Poética do Dr. José Anastácio da Cunha (1930)
- A Marquesa de Alorna. Sua Vida e Obras. Reprodução de Algumas Cartas Inéditas (1930)
- Fernão Lopes é ou não o autor da "Crónica do Condestabre" (1931)
- Lições de Cultura e Literatura Portuguesas, 2 vols. (1933 e 1940)
- Luís de Camões. I - O Lírico (1936)
- Bocage (1936)
- Tendências do Lirismo Contemporâneo (1938)
- Poesia Medieval: Cantigas de Amigo (prefácio, ordenação e notas, 1939)
- Padre António Vieira, Estudo Biográfico e Crítico (1940)
- Marquesa de Alorna: Inéditos: Cartas e Outros Escritos (seleção, prefácio e notas, 1941)
- Marquesa de Alorna - Poesias (seleção, prefácio e notas, 1941)
- Antero de Quental - Poeta (1942)
- A Literatura Portuguesa e a Expansão Ultramarina (1943)
- O Conceito de Poesia como Expressão da Cultura (1945)
- João de Barros, Ásia: dos Feitos Que os Portugueses Fizeram no Descobrimento e Conquista dos Mares e Terras do Oriente, 4 vols. (actualização ortográfica e notas, 1945-1946)
- Luís de Camões - Obras Completas, 5 vols. (prefácio e notas, 1946)
- Literatura Autonomista sobre os Filipes (1948)
- Luís de Camões. II - O Épico (1950)
- P.e António Vieira, Obras Escolhidas, 12 vols. (prefácios e notas de António Sérgio e Hernâni Cidade, 1951-1954)
- Luís de Camões. III - Os Autos e o Teatro do seu Tempo. As Cartas e o seu Conteúdo Biográfico (1956)
- Luís de Camões. A Obra e o Homem (1957)
- P.e António Vieira - Defesa perante o Tribunal do Santo Oficio, 2 vols. (introdução e notas, 1957)
- Portugal Histórico-Cultural através de Alguns dos Seus Maiores Escritores: Fernão Lopes, Camões e Mendes Pinto, P.e António Vieira, Antero de Quental, Teixeira de Pascoais e Fernando Pessoa (1957)
- Lições de Cultura Luso-Brasileira. Épocas e Estilos, na Literatura e nas Artes Plásticas (1960)
- Século XIX: a Revolução Cultural em Portugal e Alguns dos Seus Mestres (1961)
- Antero de Quental. A Obra e o Homem (1963)
- Padre António Vieira. A Obra e o Homem (1964)
- Bocage. A Obra e o Homem (1965)
- Bocage - Opera Omnia, 2 vols. (dir., 1969)
- Camões em Lisboa e Lisboa nos Lusíadas (1972)